# Hatchback
Hatchback je osobni automobil niske ili niže srednje (kompaktne) klase s trima ili petorim vratima, čiji je prtljažnik smješten unutar putničke kabine iza stražnjih sjedala. Glavna karakteristika takvog tipa automobila je njegov "odsječen" stražnji kraj s trećim ili petim vratima, dok gledano s boka on izgleda kao neka vrsta kraćeg karavana.
Postoji i posebna kategorija nazvana liftback, a ona se odnosi na hatchbackove čija su stražnja vrata postavljena tako da bočni profil vozila više posjeća na kupe ili limuzinu, nego na karavan. Kao primjer trovratnog liftbacka može se navesti Mercedesova C-klasa Sportcoupé, a peterovratnog Toyota Avensis Liftback.
- Hatchback Fiat Punto.
- Hatchback Renault Clio.